# (5516) Jawilliamson
(5516) Jawilliamson (1989 JK) – planetoida z pasa głównego asteroid okrążająca Słońce w ciągu 4,15 lat w średniej odległości 2,58 j.a. Odkryta 2 maja 1989 roku.